# Crotalaria subcalvata
Crotalaria subcalvata är en ärtväxtart som beskrevs av Roger Marcus Polhill. Crotalaria subcalvata ingår i släktet sunnhampor, och familjen ärtväxter. Inga underarter finns listade i Catalogue of Life.